# Andrew Oyombe
Andrew Oyombe (Nairobi, 24 de fevereiro de 1985) é um ex-futebolista profissional queniano que atuava como meia.

## Carreira
Andrew Oyombe representou o elenco da Seleção Queniana de Futebol no Campeonato Africano das Nações de 2004.